# Der Zimmermann
Der Zimmermann (Eigenschreibweise DER ZIMMERMANN) ist eine Fachzeitschrift für Praxis und Bildung im Holzbau. Sie beschäftigt sich mit Themen der praxisorientierten Planung und Ausführung im Zimmererhandwerk.
Die Fachbeiträge reichen vom traditionellen Zimmererwissen bis zu aktuellen technischen Entwicklungen. Ein besonderes Augenmerk liegt auf den Belangen der Aus- und Weiterbildung. Die Zeitschrift richtet sich vor allem an die Praktiker im modernen Holzbau, die mit der Planung, Vorbereitung und Ausführung von Bauvorhaben beschäftigt sind. Sie möchte Holzbauern Wissen vermitteln, wie Zimmererarbeiten in Neubau und Bestand gemäß dem aktuellen Stand der Technik ausgeführt werden.